# 落龍
落龍（Lolong，又译洛龍），是2011年9月在菲律宾南阿古桑省的布納萬溪捕獲為一头巨型雄性河口鳄。其重約1075公斤、体長617公分，年齡可能已超50歲，是迄今为止从尾至鼻测量的最大鳄鱼之一。 2011年11月，澳大利亚国家地理局鳄鱼专家亚当·布莱顿声称落龍为全世界圈養環境下體長最长的鳄鱼，已载入吉尼斯世界纪录。

## 概述
一百多人花了三个多星期才把这头巨型鳄鱼从水中捕获。在变得平静之前，它两次挣脱了绳子，且多次表现得异常好斗。人们怀疑落龍吃了一个在7月时失踪的布納萬镇的农民，而且在它被囚禁前，它还杀了一个12岁的女孩（她的头被咬成了两半）。专家说Agusan沼泽的旅游需要深入研究以防止人们遭遇致命的鳄鱼。

## 名稱來源
洛龍名字源自一个老练的鳄鱼猎手：埃内斯托·“洛龍”·戈洛萬·卡内特（Ernesto "Lolong" Goloran Cañete），他来自巴拉望鳄鱼野生保护中心，领导了这次的捕猎行动。 盯鳄鱼盯了数星期的卡内特为此耗费了大量精力，并在鳄鱼被捕的前几天因心脏病發而過世。

## 饲养与死亡

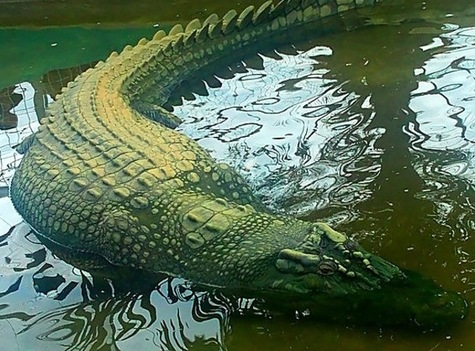
落龍在巡遊

洛龍成为了距离该镇不远的生态旅游公园的“招牌菜”，從飼養開始，每天超過500人次的參觀，不過2個月時間，光是門票就賺進超過16萬人民幣，在當地以農業為主的貧困生活中，等於天上掉下來的禮物，而其中25%直接分配給地方人民使用，讓落龍成為大口吃肉的巨型印鈔機。生態園管理員說，落龍後來甚至出現啃咬水泥地的行為，這是動物面臨焦慮時的反應。2013年2月10日晚，洛龍被发现死亡，死因推測可能為低溫、惡劣飼養環境或感染肺炎引發心臟衰竭。死後被製成標本放於博物館中。